# Whitehead (municipalité rurale)
Pour les articles homonymes, voir Whitehead.
Whitehead est une municipalité rurale du Manitoba située au sud-ouest de la province. La municipalité compte environ 1 553 habitants en 2011.

## Géographie
Les communautés suivantes sont situées sur le territoire de la municipalité rurale de Whitehead:
- Kemnay
- Alexander

## Démographie
| 2001  | 2006  | 2011  | 2016  |
| ----- | ----- | ----- | ----- |
| 1 457 | 1 402 | 1 533 | 1 661 |

## Référence
- (en) Cet article est partiellement ou en totalité issu de l’article de Wikipédia en anglais intitulé « Rural Municipality of Whitehead » (voir la liste des auteurs).

1. ↑  « Statistique Canada - Profils des communautés de 2006 -    Whitehead » (consulté le 6 juin 2020)
2. ↑  « Statistique Canada - Profils des communautés de 2016 -   Whitehead » (consulté le 4 juin 2020)